# Папротня (гміна)
Гміна Папротня (пол. Gmina Paprotnia) — сільська гміна у центральній Польщі. Належить до Седлецького повіту Мазовецького воєводства.
Станом на 31 грудня 2011 у гміні проживало 2744 особи.

## Площа
Згідно з даними за 2007 рік площа гміни становила 81.43 км², у тому числі:
- орні землі: 75.00%
- ліси: 20.00%

Таким чином, площа гміни становить 5.08% площі повіту.

## Населення
Станом на 31 грудня 2011:
| Опис     | Загалом | Загалом | Чоловіки | Чоловіки | Жінки | Жінки |
| -------- | ------- | ------- | -------- | -------- | ----- | ----- |
| одиниця  | осіб    | %       | осіб     | %        | осіб  | %     |
| все      | 2744    | 100     | 1447     | 52.73    | 1297  | 47.27 |
| міське   | 0       | 100     | 0        |          | 0     |       |
| сільське | 2744    | 100     | 1447     | 52.73    | 1297  | 47.27 |

## Сусідні гміни
Гміна Папротня межує з такими гмінами: Беляни, Корчев, Морди, Пшесмики, Репкі, Сухожебри.